# Novi Dvori Klanječki
 Novi Dvori Klanječki  falu Horvátországban Krapina-Zagorje megyében. Közigazgatásilag Klanjechez tartozik.

## Fekvése
Zágrábtól 31 km-re északnyugatra, községközpontjától  3 km-re délnyugatra a Horvát Zagorje területén, a Szutla völgyében a megye délnyugati részén a szlovén határ mellett fekszik.

## Története
A 16. század végére Császárvár kényelmetlen lett tulajdonosai számára ezért a török veszély elmúltával a Szutla völgyében új, tágas kastélyt építtettek maguknak, mely a Novi Dvori Cesargradski azaz a Császárvári új kastély nevet kapta. Ekkor kezdődött a falu története, mely kastély szolgálófaluja lett. Novi Dvor építése a főbejárat feletti évszám szerint 1603-ban történt reneszánsz stílusban. A négyszög alaprajzú építménynek három épületszárnya volt, sarkain kör alaprajzú saroktornyokkal, belül három oldalán árkádokkal, míg a negyedik oldalon csak fal állt. Az Erdődyek a 19. század közepén eladták a Bruckner családnak, akik egészen 1914-ig voltak birtokosai. 
A falunak 1857-ben 43, 1910-ben 28 lakosa volt. Trianonig Varasd vármegye Klanjeci járásához tartozott.  2001-ben 247 lakosa volt. 

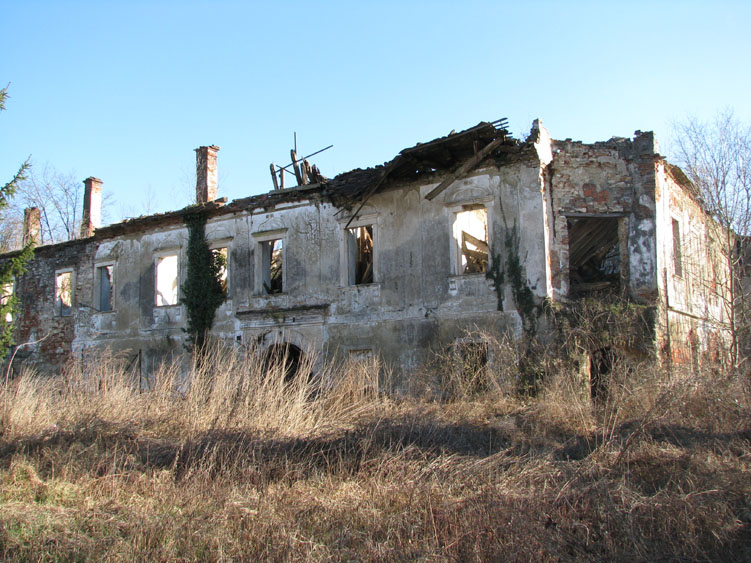
Novi Dvori kastélyának romjai

## Nevezetességei
Novi Dvori reneszánsz kastélyát 1603-ban építtette Erdődy Tamás horvát bán a sziszeki csata győztese. A család lakhelye azelőtt a Klanjec feletti középkori Császárvár volt, ez azonban az idők folyamán kényelmetlenné vált. Ez az első zárt típusú, belső udvaros  zagorjei kastély. A kastélynak három épületszárnya volt, belül a földszinti rész árkádos kialakítással, sarkain kerek tornyokkal. A negyedik oldalon csak falat építettek. A kastélytól északra voltak a gazdasági épületek. Az uradalom a 18. században az Erdődyek két ága között oszlott meg. 1860 körül Jakob Bruckner vásárolta meg a kastélyt a hozzá tartozó uradalommal együtt. Itt töltötte élete utolsó napjait  és itt hunyt el 1861-ben Antun Mihanović a horvát himnusz költője. A II. világháború után a gazdátlanul maradt épületek egyre rosszabb állapotba kerültek és felújítás hiányában romosakká váltak. Anyagának nagy részét a lakosság egyszerűen széthordta, de romjai még így is jelentősek.

## Híres emberek
Novi Dvori kastélyában hunyt el 1861. december 14-én Antun Mihanović a horvát himnusz költője.

## Külső hivatkozások
- Klanjec város hivatalos oldala
- Klanjec város információs portálja
- Klanjec község ismertetője Archiválva 2021. január 23-i dátummal a Wayback Machine-ben